# سرکای توتونجو
سرکای توتونجو (به ترکی استانبولی،Serkay Tütüncü)(زاده ۷ فوریه ۱۹۹۱) یک هنرپیشه اهل کشور ترکیه است.

## زندگی و شغل
سرکای توتونجو در ۷ فوریه ۱۹۹۱ در، ازمیر به دنیا آمد. خانواده او آلبانیایی تبار هستند. پدرش فوتبالیست بود. سرکای توتونچو فارغ التحصیل دانشگاه اژه است و در جوانی در تیم های ازمیر اسپور، بالچواسپور، پلیس ازمیر و آلاکاتی اسپور فوتبال بازی می کرد.
او در سال ۲۰۱۶ در بازمانده۲۰۱۶ درتی وی۸ شرکت کرد و به عنوان نایب قهرمان مسابقات به پایان رسید. بعد از آن بازیگری را آغاز کرد. در سال ۲۰۱۸ اولین حضور تلویزیونی خود را با سریال گناهکار انسانیت انجام داد. بین سال‌های ۲۰۱۹ تا ۲۰۲۰، او در سریال کمدی عاشقانه عشق مرفه کانال دی در نقش ولکان بازی کرد. او همچنین قبل از انتخاب نقش اصلی در معصومیت، نقش مکمل در سریال آقای اشتباه از کانال فاکس ترکیه داشت.
در فوریه ۲۰۲۲، او در سریال رویاها و زندگی ها که از پلتفرم دیجیتال beIN CONNECT ترکیه پخش می شود، به عنوان آل آس ظاهر شد.

## فیلم شناسی
| تلویزیون  | تلویزیون         | تلویزیون      | تلویزیون   |
| --------- | ---------------- | ------------- | ---------- |
| سال       | عنوان            | نقش           | یادداشت    |
| ۲۰۱۶      | Survivor 2016''  | خودش          | شرکت کننده |
| ۲۰۱۶      | من پول دارم      | خودش          | مجری       |
| ۲۰۱۸      | جنایت علیه بشریت | گوخان گوکدمیر | نقش اصلی   |
| ۲۰۱۹–۲۰۲۰ | عشق تجمعلاتی     | ولکان         | نقش مکمل   |
| ۲۰۲۰      | آقای اشتباه      | اوزن شام      | نقش مکمل   |
| ۲۰۲۱      | معصومیت          | ایلکر ایلگاز  | نقش اصلی   |
| ۲۰۲۲      | مستاجر کامل      | یاکوپ اورتاک  | نقش اصلی   |

| سریال وب | سریال وب          | سریال وب | سریال وب |
| سال      | عنوان             | نقش      | یادداشت  |
| -------- | ----------------- | -------- | -------- |
| ۲۰۲۲     | رویاها و زندگی ها | سوختن    | نقش اصلی |